# Xiaolin Wu
Pour les articles homonymes, voir Wu.
Xiaolin Wu (chinois simplifié : 吴小林 ; chinois traditionnel : 吳小林 ; pinyin : wú xiǎolín), né en 1958, en République populaire de Chine, est un informaticien spécialisé en algorithmique, et professeur en informatique à l'université McMaster (Canada). Il est notamment l'auteur du premier algorithme de tracé de segment utilisant une technique d'anticrénelage, portant son nom en informatique graphique. Il améliore ainsi les algorithmes précédents, qui se contentaient de tracer des points les plus proches de la droite, laissant un aspect de crénelage, comme l'algorithme de tracé de segment de Bresenham (Jack E. Bresenham, mai 1962).

## Biographie
Il a reçu son Baccalauréat universitaire ès sciences à l'Université de Wuhan (province de Hubei, en République populaire de Chine) en 1982, et son doctorat à l'Université de Calgary (province d'Alberta, au Canada) en 1988.
Il produit en 1991 son algorithme de tracé de segment de droite avec anticrénelage, puis la même année, son algorithme de tracé de cercle avec anticrénelage.

## Travaux
Ses contributions en informatique graphique et traitement de l'image sont largement utilisées aujourd'hui.

### Œuvres
- (en) Algorithmic approaches to optimal mean-square quantization, Ottawa, National Library of Canada, coll. « Canadian theses = Thèses canadiennes », 1989 (ISBN 978-0-315-46685-2, OCLC 21150632)
- (en) « Double-step generation of ellipses », IEEE Computer Graphics, Estados Unidos, The Institute of Electrical and Electronics Engineers, Inc-IEEE, vol. 9, no 3,‎ mai 1989 (ISSN 0272-1716, OCLC 926735726))
- (en) « An efficient antialiasing technique », ACM SIGGRAPH Computer Graphics, vol. 25, no 4,‎ juillet 1991, p. 143-152 (ISBN 0-89791-436-8, DOI 10.1145/127719.122734, lire en ligne)
- (en) James Arvo (dir.) et Wu Xiaolin, Graphics Gems II, San Francisco, Morgan Kaufmann, 1991, 672 p. (ISBN 978-0-12-064481-0), « Fast Anti-Aliased Circle Generation », p. 446–450
- (en) On convergence of Lloyd's method I, Londres, Dept. of Computer Science, University of Western Ontario, coll. « Technical report (University of Western Ontario. Department of Computer Science) » (no 250), 2002 (ISBN 978-0-7714-1272-1, OCLC 51086510)
- (en) Wen Jiang, Xiaolin Wu et Wai Yin Ng, « Conditional entropy coding of VQ indexes for image compression », Image Processing 1997 International Conference on Proceedings, vol. 3 « VQ index coding for high-fidelity medical image compression »,‎ 1997, p. 678-681 (DOI 10.1109/ICIP.1997.632212, présentation en ligne)